# Herman Wilhelm Bissen
Herman Wilhelm Bissen (Schleswig, 13 oktober 1798 - Kopenhagen, 10 maart 1868) was een Deense beeldhouwer.

## Leven en werk
Bissen trok op 18-jarige leeftijd naar Kopenhagen waar hij modeltekenen studeerde aan de Koninklijke Deense Kunstacademie. Beeldhouwer Bertel Thorvaldsen haalde hem over de stap naar de beeldhouwkunst te maken. Bissen reisde in 1824 naar Rome, hij verbleef tien jaar in Italië. In 1834 was hij terug in Kopenhagen en werd directeur van de Kunstacademie. Hij werd in 1854 opgevolgd door Wilhelm Marstrand. 
De stijl van Bissens werk veranderde, mede onder invloed van Thorvaldsen, in de loop der tijd van romantisch naar het neoclassicisme.
Bissen was vader van de beeldhouwer Vilhelm Bissen en de schilder Rudolf Bissen.

## Galerij

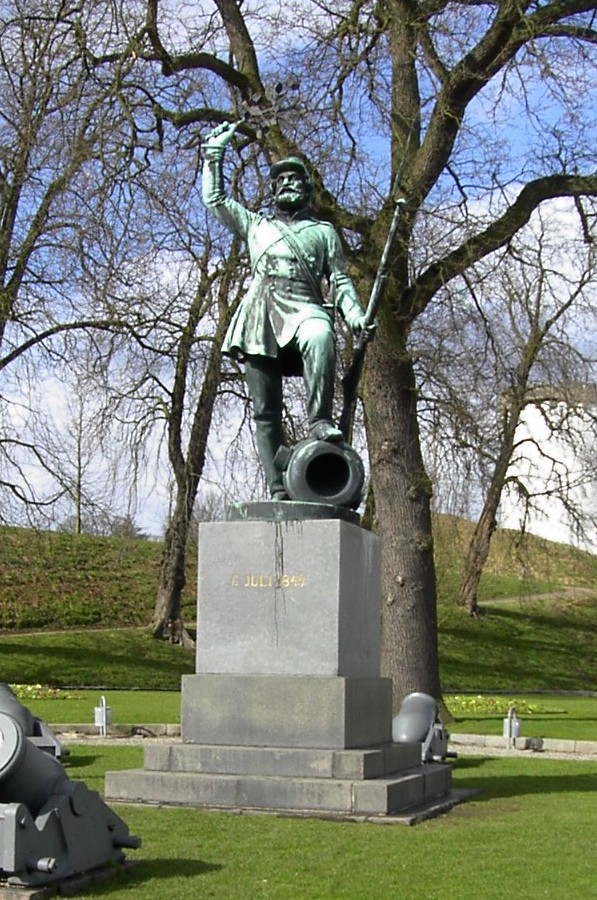
Landsoldaten (1858)
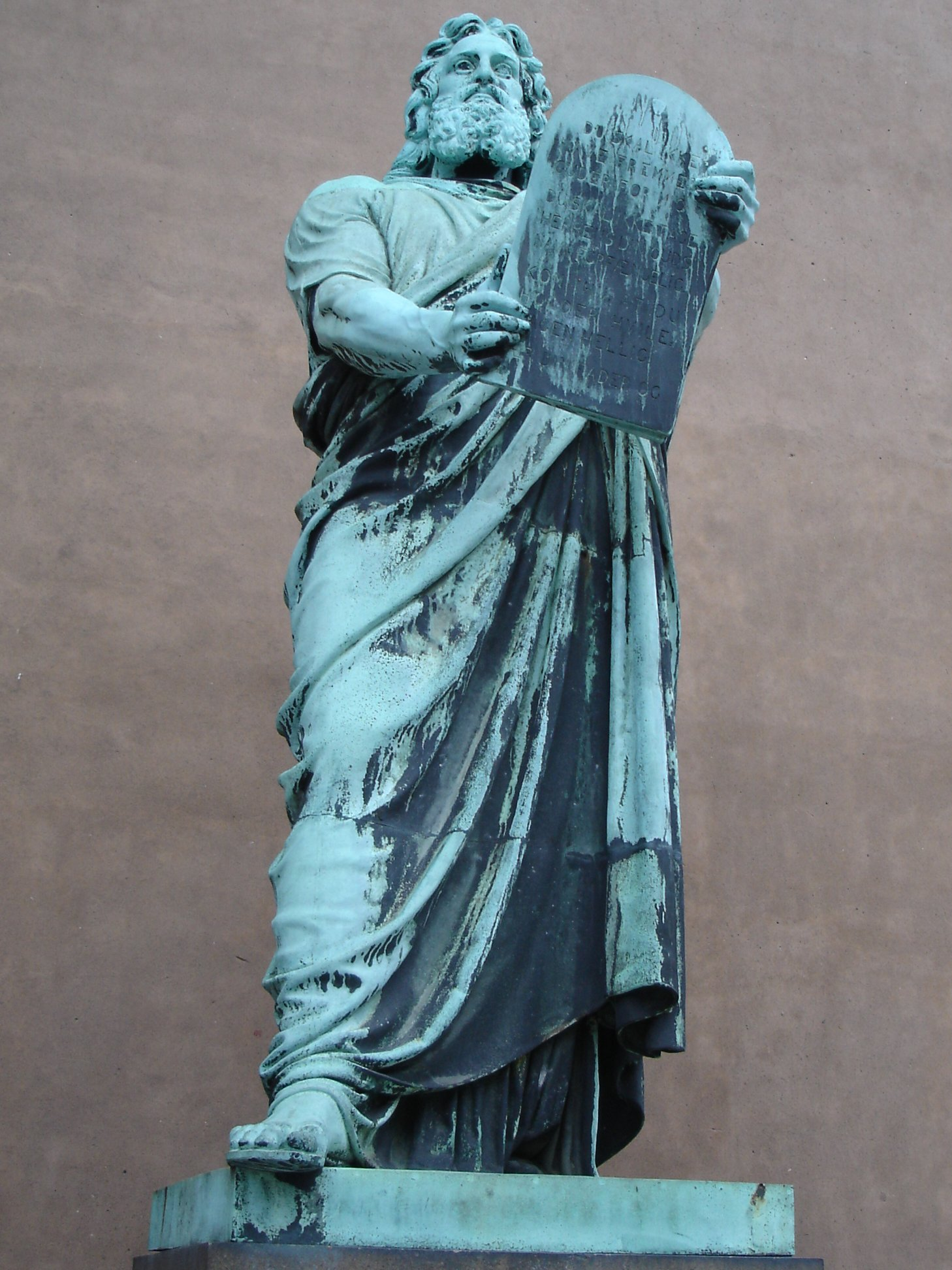
Mozes (1853)
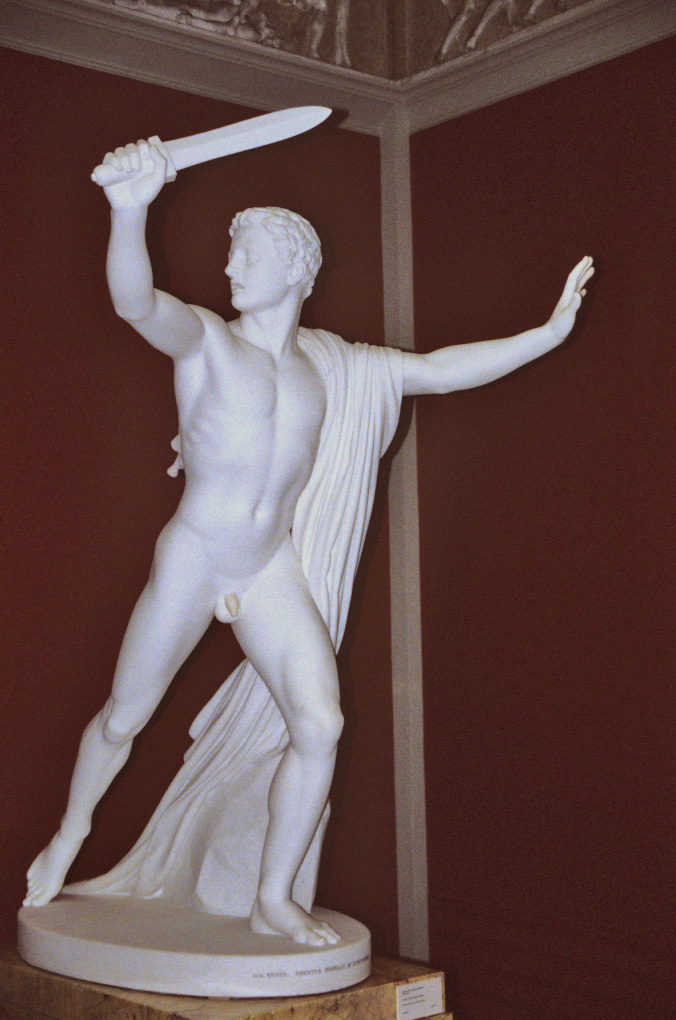
Orestes (1848)
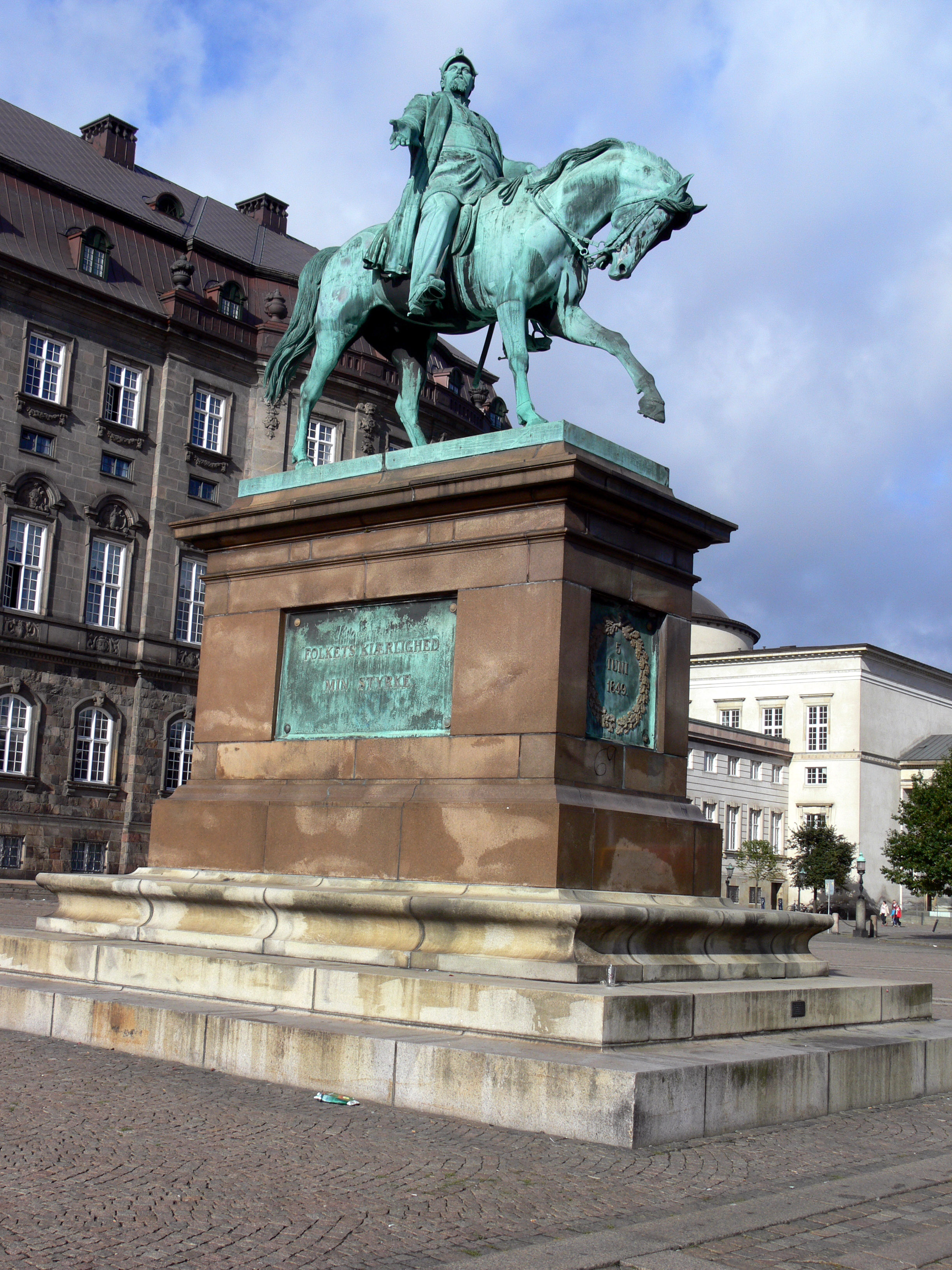
Frederik VII (1856)

- Bibsys: 90072929
- Bibliothèque nationale de France: cb12548867j (data)
- Gemeinsame Normdatei: 119235439
- International Standard Name Identifier: 0000 0000 6633 3773
- KulturNav: 9a7d4386-f635-4c2c-aed3-c77d6fe99ebe
- Library of Congress Control Number: n94064353
- Nationale Bibliotheek van Israël: 987007339399805171
- RKD-Nederlands Instituut voor Kunstgeschiedenis: 8656
- Système universitaire de documentation: 034769153
- Union List of Artist Names: 500059666
- Virtual International Authority File: 77121218
- WorldCat: E39PBJtxdCFghG33VKPMWxXPQq